# Atletica leggera femminile ai Giochi della X Olimpiade
Ai Giochi della X Olimpiade di Los Angeles 1932 sono stati assegnati 6 titoli nell'atletica leggera femminile.

## Calendario
| Gare        |       |       |          |          |   |   |                   |   |   |  |  |
|             | 100 m | 100 m | 80 m ost | 80 m ost |   |   | Staffetta 4x100 m | 6 |   |  |  |
| Giavellotto |       | Disco |          |          |   |   | Alto              | 6 |   |  |  |
|             |       |       |          |          |   |   |                   |   |   |  |  |
| Titoli      | 1     | -     | 2        | -        | 1 | - | -                 | 2 | 6 |  |  |

|  | Qualificazioni |  | Finali |

Il programma delle gare femminili fa due passi avanti ma ne fa anche uno indietro. Vengono inseriti gli 80 metri con ostacoli e il lancio del giavellotto, ma gli 800 metri sono soppressi. 

## Nuovi record
I quattro record mondiali sono, per definizione, anche record olimpici.
| Fanno il loro esordio olimpico: |               | 80 m hs e lancio del giavellotto.                  |
| Nuovo record mondiale in        | 4 specialità: | 100 m, 80 m hs, staffetta 4×100 m e salto in alto. |
| Nuovo record olimpico in        | 2 specialità: | lancio del disco e lancio del giavellotto.         |

## Risultati delle gare
| Specialità | Oro                                                                        | Risultato    | Argento                                                          | Risultato | Bronzo                                                             | Risultato | Dettagli            |
| --- | -------------------------------------------------------------------------- | ------------ | ---------------------------------------------------------------- | --------- | ------------------------------------------------------------------ | --------- | ------------------- |
| 100 m | Stanisława Walasiewicz                                                     | 11"9         | Hilda Strike                                                     | 11"9      | Wilhelmina von Bremen                                              | 12"0      | Classifica completa |
| 80 m ostacoli | Babe Didrikson                                                             | 11"7         | Evelyne Hall                                                     | 11"7      | Marjorie Clark                                                     | 11"8      | Classifica completa |
| Salto in alto | Jean Shiley                                                                | 1,65 m       | Babe Didrikson                                                   | 1,65 m    | Eva Dawes                                                          | 1,60 m    | Classifica completa |
| Lancio del disco | Lillian Copeland                                                           | 40,58 m      | Ruth Osburn                                                      | 40,12 m   | Jadwiga Wajs                                                       | 38,74 m   | Classifica completa |
| Lancio del giavellotto | Babe Didrikson                                                             | 43,68 m      | Ellen Braumüller                                                 | 43,49 m   | Tilly Fleischer                                                    | 43,00 m   | Classifica completa |
| Staffetta 4×100 m | Stati Uniti Mary Carew Evelyn Furtsch Annette Rogers Wilhelmina von Bremen | 46"9 (46"86) | Canada Mary Frizzell Mildred Fizzell Lillian Palmer Hilda Strike | 47"0      | Regno Unito Nellie Halstead Eileen Hiscock Gwen Porter Violet Webb | 47"6      | Classifica completa |
| record mondiale; record olimpico; record mondiale stagionale; record africano; record asiatico; record europeo; record nord-centroamericano e caraibico; record sudamericano; record oceaniano; record nazionale; record personale; record personale stagionale. |                                                                            |              |                                                                  |           |                                                                    |           |                     |